# Drapeta
Genre
Synonymes
- Sagana Thorell, 1875 nec Walker, 1855

Drapeta est un genre d'araignées aranéomorphes de la famille des Liocranidae.

## Distribution
Les espèces de ce genre se rencontrent en Europe.

## Liste des espèces
Selon World Spider Catalog (version 25.5, 06/10/2024) :
- Drapeta caucasicus Seropian, Bulbulashvili & Krammer, 2024
- Drapeta concolor (Simon, 1878)
- Drapeta rutilans (Thorell, 1875)

## Systématique et taxinomie
Ce genre a été décrit par Menge en 1875. Il est placé en synonymie avec Liocranum par Bertkau en 1880 puis avec Sagana par Wunderlich en 2008. Il est relevé de synonymie par Seropian, Bulbulashvili et Krammer en 2024.
Sagana Thorell, 1875, préoccupé par Sagana Walker, 1855 a été placé en synonymie par Seropian, Bulbulashvili et Krammer en 2024.

## Publication originale
- Menge, 1875 : « Preussische Spinnen. VII. Abtheilung, no VIII. » Schriften der Naturforschenden Gesellschaft in Danzig, N. F., vol. 3, p. 375-422 (texte intégral).